# Teatro Arlequín
El Teatro Arlequín es una pequeña sala teatral de Madrid, situada en el número 5 de la calle de San Bernardo, junto a la Gran Vía. En los bajos de un gran edificio, dentro del conjunto de servicios conocido como Los Sótanos. Creada en 1965, tras varias reformas presenta unas 350 localidades, y en 2014, tomó el nombre de Arlequín Gran Vía.

## Historia
En el espacio aproximado del solar hubo en siglos pasados instalaciones ajenas al espectáculo como un convento de dominicos, un cuartel de artillería y una casa de los jesuitas (esta última ocupando terrenos del teatro El Recreo).
El primitivo local fue proyectado por Enrique López-Izquierdo, con planta rectangular repartido en patio de butacas y un pequeño anfiteatro reformados, al igual que los camerinos. Se abrió al público el 29 de abril de 1965 con el estreno de la obra Fruta verde, siendo empresario Arturo Serrano y con el nombre de teatro Arlequín en homenaje al mítico personaje de la Commedia dell'arte. En esa primera etapa del Arlequín se pusieron en escena éxitos del momento como La ratonera (1965) de Agatha Christie, Noviembre y un poco de hierba (1967) de Antonio Gala, Primavera en la plaza de París (1968) de Víctor Ruiz Iriarte, Tres testigos (1970), Juegos de medianoche (1971) de Cayetano Luca de Tena, o Milagro en Londres (1973) de José María Bellido o la versión del Design for living (1974) de Noel Coward dirigida por Conchita Montes.
En 1977, tras más de diez años funcionando, permaneció cerrado durante tres meses. Una nueva empresa lo pone en marcha el 12 de abril de ese año con el montaje Las Monjas. Tras otros tres años pero, en octubre de 1980 fue adaptado como cine, con el estreno de la película Punto de mira.
Tras una reforma de Paloma Carnero, volvió a abrirse como teatro con el estreno el 15 de octubre de 1999 de La huella de Anthony Shaffer. Desde entonces se han sucedido numerosos cambios en la gestión y producción de la sala y algunos cierres temporales. La programación ha oscilado desde piezas tradicionales clásicas como Que viene mi marido, de Arniches, concesiones reincidentes al «destape» (Los monólogos de la vagina, en 2002 o Confesiones del pene, en 2003) o teatro infantil, hasta montajes-adaptaciones de clásicos como el Tartufo o Cinco horas con Mario (una más de sus numerosas versiones teatrales), ambas en 2012.
En 2007 fue adquirido como concesión por veinte años por la actriz Antonia San Juan, que lo abandonó a comienzos de 2009. Tras más de un año cerrado, otra actriz, Emma Ozores, volvió a abrir la sala el 18 de marzo de 2010 con el estreno de una obra de su padre. La gestión de la familia Ozores concluyó el verano de 2013, siendo sustituidos ese mismo inicio de temporada por José Luis Sánchez Codina y la compañía Jamming, poniendo en escena Una semana más. Se modificó el nombre del teatro, por unos meses pasó a llamarse con el «felliniano» nombre de La Strada, hasta abril de 2014 cuando pasó a llamarse Arlequín Gran Vía.
Desde febrero de 2018, el teatro alberga las grabaciones del programa de televisión La resistencia, y desde 2020, las grabaciones de LocoMundo.

## Homenajes
El 11 de febrero de 2000, el patio de butacas del Arlequín fue bautizado con el nombre de José Luis López Vázquez, en homenaje a dicho actor madrileño.